# Google Pixel
Google Pixel — бренд споживчих пристроїв, розроблений Google, що працюють на Chrome OS або операційній системі Android. Бренд був представлений у лютому 2013 року разом із першим поколінням Chromebook Pixel. Лінійка пристроїв Pixel включає планшети, ноутбуки та смартфони, а також деякі аксесуари.

## Смартфони

### Pixel та Pixel XL

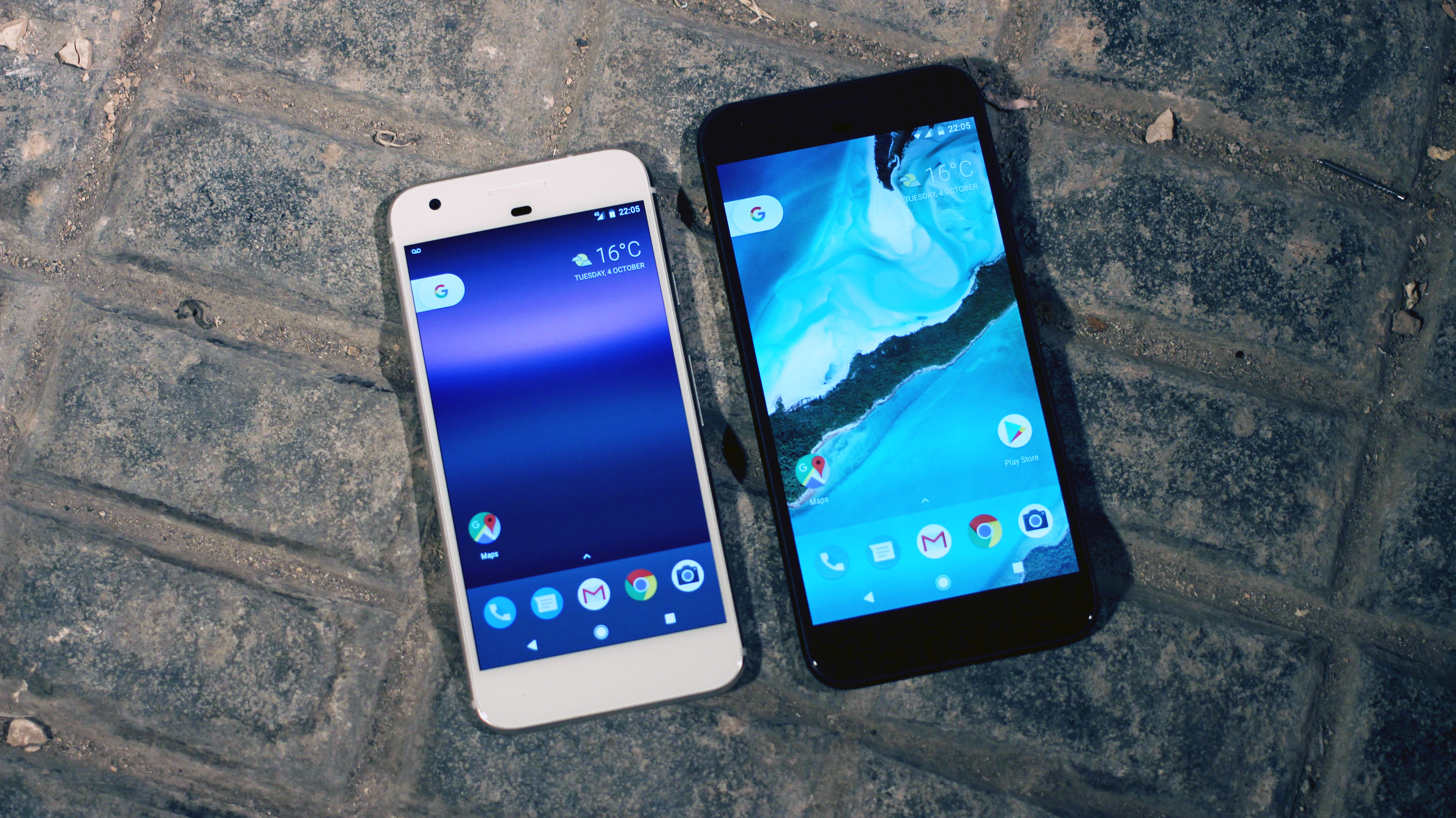
Смартфони Pixel та Pixel XL

Google анонсувала Pixel і Pixel XL смартфони 4 жовтня 2016 року, в рамках заходу #MadeByGoogle.
- Дисплей: 5″ (130 мм) FHD AMOLED (441ppi) або 5,5″ (140 мм) QHD AMOLED (534ppi)
- Пам'ять: 32 ГБ або 128 ГБ
- RAM: 4 ГБ LPDDR4
- Процесор: 2,15 ГГц + 1,6 ГГц чотириядерний 64-бітний ARMv8-а

### Pixel 2 та 2 XL

Смартфони Pixel 2 та Pixel 2 XL

Google анонсували серію Pixel 2, що складається з Pixel 2 та Pixel 2 XL, 4 жовтня 2017 року.

### Pixel 3 та 3 XL
Телефони були офіційно анонсовані 9 жовтня 2018 року, а потім випущені спочатку в США 18 жовтня 2018 року та інших частинах світу 1 листопада 2018 року.
Смартфони були випущені в трьох кольорах. Підтримують Android Pie i Android Q.
Pixel 3 та Pixel 3 XL мають задню камеру 12,2 мегапікселя.

### Pixel 3a та 3a XL

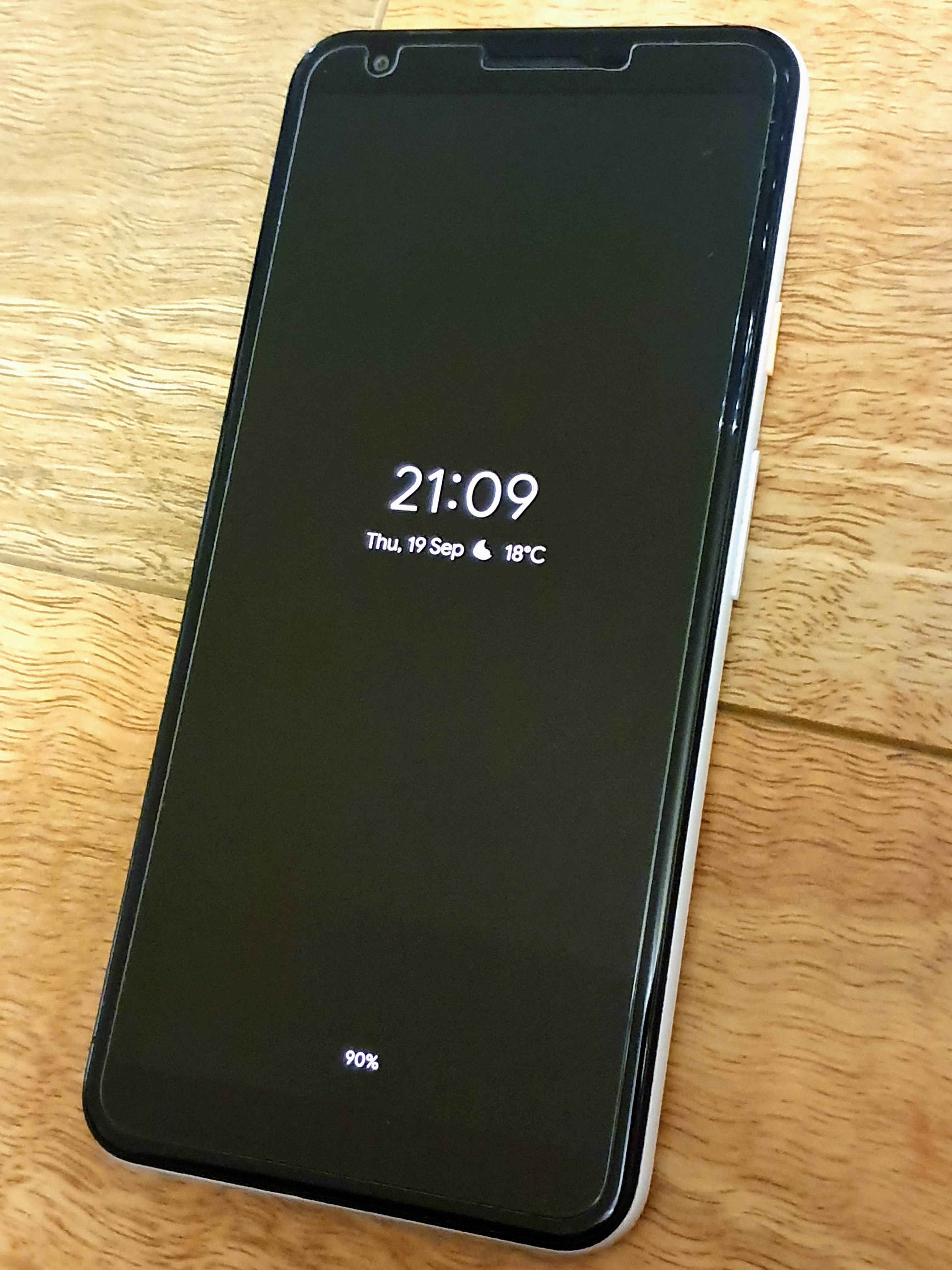
Смартфон Pixel 3a XL

7 травня на I/O 2019 було анонсовано Pixel 3a та Pixel 3a XL — спрощені версії оригінальних Pixel 3.
- Дисплей: Pixel 3a — 5,6 дюйма, OLED, роздільна здатність 2220 × 1080 (18,5:9); Pixel 3a XL — 6 дюймів, OLED, роздільна здатність 2160 × 1080 (18:9); обидва дисплеї захищені склом Asahi Dragontrail Glass
- Процесор: Qualcomm Snapdragon 670
- Сховище: 64 ГБ
- ОЗП: 4 ГБ LPDDR4X
- Камери: основна камера на 12,2 Мп зі світлосилою f/1,8, ІЧ лазерний автофокус, оптична та електронна стабілізація зображення; фронтальна камера на 8 Мп зі світлосилою f/2.0 та кутом огляду 84°
- Батарея: 3000 мА·год (Pixel 3a); 3700 мА·год (Pixel 3a XL); обидві є незнімними та мають підтримку швидкої зарядки, але не мають бездротової
- Матеріали: Корпус з полікарбонату
- Колір: Just Black, Clearly White, Purple-ish
- Операційна система: Android 9 Pie з можливістю оновлення до Android 11

### Pixel 4 та 4 XL
Телефони були офіційно анонсовані 15 жовтня 2019 року та випущені в США 24 жовтня 2019 року.
Pixel 4 поставляється з Android 10 та Google Camera 7.1
Смартфони отримали спеціальний режим фотографії нічного неба.
Pixel 4 не потребує контакту очей з телефоном під час розпізнавання обличчя для розблокування пристрою, що викликає занепокоєння щодо конфіденційності, оскільки пристрій може бути розблокований, навіть якщо очі користувача були закриті. Google пообіцяли виправити цю проблему в найближчому часі.

### Pixel 4a та 4a (5G)
3 серпня 2020 року Google анонсували Pixel 4a, а 30 вересня вони представили Pixel 4a (5G). Смартфони позиціонуються як спрощені версії Pixel 4.
- Дисплей: 5,81 дюйма, OLED, (4a), 6,2 дюйма, OLED (4a 5G), роздільна здатність 2340 × 1080 (19,5:9); захищений склом Corning Glass 3.
- Процесор: Qualcomm Snapdragon 730G (4a) Qualcomm Snapdragon 765G (4a 5G)
- Сховище: 128 ГБ
- ОЗП: 6 ГБ LPDDR4X
- Камери: основна камера на 12.2 Мп зі світлосилою f/1.7, автофокусування з фазовим детектуванням dual-pixel, оптична та електронна стабілізація зображення. На додаток до цього у Pixel 4a (5G) присутній ультраширококутний модуль 16 Мп, f/2.2. Обидва мають фронтальну камеру на 8 Мп зі світлосилою f/2.0.
- Батарея: 3140 мА·год (4a) 3885 мА·год (4a 5G); є незнімною та мають підтримку швидкої зарядки
- Матеріали: корпус із полікарбонату
- Колір: Just Black. Pixel 4a (5G) також доступний у кольорі Clearly White
- Операційна система: Android 10 з можливістю оновлення до Android 12[3][4]

### Pixel 5
Google анонсували Pixel 5 30 вересня 2020 року.
- Дисплей: 6,0 дюйма, OLED, роздільна здатність 2340 × 1080 (19.5:9); захищений склом Corning Glass 6
- Процесор: Qualcomm Snapdragon 765G
- Сховище: 128 ГБ
- ОЗП: 8 ГБ LPDDR4X
- Камери: основна камера на 12,2 Мп зі світлосилою f/1,7 та 16 Мп, f/2,2 (ультраширококутний), автофокусування з фазовим детектуванням dual-pixel, оптична та електронна стабілізація зображення. Фронтальна камера 8 Мп зі світлосилою f/2,0.
- Батарея: 4080 мА·год; є незнімною та оснащена швидкою і бездротовою зарядкою, цілоденним акумулятором та Battery Share.
- Матеріали: Корпус з матового алюмінію, захист від води та пилу по стандарту IP68
- Колір: Just Black та Sorta Sage
- Операційна система: Android 11[5]

### Pixel 5a
Google анонсували Pixel 5a 17 серпня 2021 року.
- Дисплей: 6,34 дюйма, OLED, роздільна здатність 2400 × 1080 (20:9); захищений склом Corning Glass 3
- Процесор: Qualcomm Snapdragon 765G
- Сховище: 128 ГБ
- ОЗП: 6 ГБ LPDDR4X
- Камери: основна камера на 12.2 Мп зі світлосилою f/1,7 та 16 Мп, f/2,2 (ультраширококутний), автофокусування з фазовим детектуванням dual-pixel, оптична та електронна стабілізація зображення. Фронтальна камера 8 Мп зі світлосилою f/2,0.
- Батарея: 4680 мА·год; є незнімною та має підтримку швидкої зарядки
- Матеріали: Корпус з матового алюмінію, захист від води та пилу по стандарту IP67
- Колір: Mostly Black
- Операційна система: Android 11

### Pixel 6 та Pixel 6 Pro
Pixel 6 та Pixel 6 Pro були представлені в жовтні 2021 року. Пристрої працюють під керуванням Android 12, будуть отримувати оновлення 3 року, оновлення безпеки — 5 років.
Пристрої отримали оновлений дизайн, великі дисплеї, покращену камеру та систему на чипі власної розробки, отримавший назву Tensor.
Обидва смартфона отримали великі дисплеї. Версія Google Pixel 6 оснащена 6,4-дюймовим OLED дисплеем роздільною здатністю1080p та частотою оновлення 90 Гц. В той же час модель Pixel 6 Pro отримала 6,7-дюймовий LTPO AMOLED дисплей з роздільною здатністю 1440p, частотою 120 Гц і закругленними боковими гранями.
Також смартфони отримали захист від пилу та вологи відповідно з стандартом IP68, сканери відбитків пальців в дисплеї, стереодинамики, підтримку швидкої дротової та бездротової зарядки.
| Характеристики    | Pixel 6                                                                                              | Pixel 6 pro |
| ----------------- | --- | --- |
| Дисплей           | 6,4 дюйма AMOLED FHD+ (2340х1080) 90 Гц, HDR10+ Gorilla Glass Victus                                 | 6,71 дюйма LTPO AMOLED QHD+ (3120х1400) 120 Гц, HDR10+ Gorilla Glass Victus                                                                                      |
| Процессор         | Google Tensor                                                                                        | Google Tensor |
| ОЗУ               | 8 ГБ LPDDR5                                                                                          | 12 ГБ LPDDR5 |
| Основна камера    | Основна: 50 Мп, Samsung GN1, f/1.8, OIS Ультраширока: 12 Мп, f/2.2, кут огляду 114 градусів          | Основна: 50 Мп, Samsung GN1, f/1.8, OIS Ультраширока: 12 Мп, f/2.2, кут огляду 114 градусів Телефото: 48 Мп f/3.5, 4X оптичне збільшення, 20Х цифрове збільшення |
| Фронтальна камера | 8 Мп, f/2.0                                                                                          | 11,1 Мп, f/2.2 |
| Батарея           | 4600 мАч Дротова зарядка: 30 Вт Бездротова зарядка: 21 Вт                                            | 5000 мАч Дротова зарядка: 30 Вт Бездротова зарядка: 23 Вт |
| Інше              | 5G NR (mmWave) NFC Ultra-wideband (UWB) Bluetooth 5.2 Type-C Wi-Fi 6E (802.11ax) IP68 Стереодинамики | 5G NR (mmWave) NFC Ultra-wideband (UWB) Bluetooth 5.2 Type-C Wi-Fi 6E (802.11ax) IP68 Стереодинамики                                                             |

### Pixel 7
Pixel 7 та Pixel 7 Pro були представлені 6 жовтня 2022 року. Смартфони працюють під керуванням ОС Android 13. Google обіцяє випуск системних оновлень упродовж трьох років, а оновлення безпеки — 5 років.
Обидва пристрої отримали фірмовий процесор Tensor G2, виповнений по 4-нм техпроцесу, захист від вологи та пилу відповідно з стандартом IP68, і трохи оновлений дизайн.
| Модель      | Дисплей                                                                                           | Чіп                                                                                                   | Камери | Комунікації                         |
| ----------- | ------------------------------------------------------------------------------------------------- | --- | --- | ----------------------------------- |
| Pixel 7     | 6.3 дюйма, роздільна здатність 1080 x 2400: 90 герц: OLED: скло Corning Gorilla Glass Victus;     | Tensor G2: 4 ядра по 1.8 ГГц: Cortex-A55 2 ядра по 2.35 ГГц: Cortex-A78 2 ядра по 2.85 ГГц: Cortex-X1 | Основна: 50 мегапікселей f1.85 розмір пікселя 1.20 мк. Біннінг 2x2 (4); Ширококутна камера: 12 мегапікселей: f2.2: розмір пікселя 1.55 мк;                                                                         | Wi-Fi 6, Bluetooth 5.2, GPS A-GPS.  |
| Pixel 7 Pro | 6.7 дюйма, роздільна здатнісь 1440 x 3120: LTPO OLED 120 герц: скло Corning Gorilla Glass Victus; | Tensor G2: 4 ядра по 1.8 ГГц: Cortex-A55 2 ядра по 2.35 ГГц: Cortex-A78 2 ядра по 2.85 ГГц: Cortex-X1 | Основна: 50 мегапікселей: f1.85 розмір пікселя 1.20 мк. Біннінг 2x2(4); Ширококутна камера: 12 мегапікселей f2.2 розмір пікселя 1.55 мк; Телеоб'єктив 48 мегапікселей f3.5 розмір пікселя 0.45 мк. биннинг 2x2 (4) | Wi-Fi 6, Bluetooth 5.2, GPS A-GPS.  |
| Pixel 7a    | 6.1 дюйм, 1080 x 2400, OLED 90 герц, Gorilla Glass 3.                                             | Tensor G2: 4 ядра по 1.8 ГГц: Cortex-A55 2 ядра по 2.35 ГГц: Cortex-A78 2 ядра по 2.85 ГГц: Cortex-X1 | Основна: 64 мегапікселей f 1.89, розмір пікселя 0.70 мк, биннинг 2x2 (4): Ширококутна камера 13 мегапікселей f2.2.                                                                                                 | Wi-Fi 6E, Bluetooth 5.2, GPS A-GPS. |

### Pixel 8
Pixel 8 та Pixel 8 Pro були офіційно анонсовні 4 жовтня 2023 року на щорічному заході Made by Google і будуть випущені в США 13 жовтня. Вони працюють на чіпі Google Tensor третього покоління та мають дизайн, схожий з дизайном серії Pixel 7. Вони будуть поставлятися з операційною системою Android 14.
| Модель      | Дисплей                                                                                       | Чіп       | Камери | Комуникації                        |
| ----------- | --------------------------------------------------------------------------------------------- | --------- | --- | ---------------------------------- |
| Pixel 8     | 6.2 дюйма OLED, роздільна здатність 1080 x 2400 120 герц, скло Gorilla Glass Victus           | Tensor G3 | Основна: 50 мегапікселей f1.69, розмір пікселя 1.20 мк, біннінг 2x2 (4): Ширококутна + макро об'єктив 12 мегапікселей f2.2 розмір пікселя 0.80 мк.                                                  | Wi-Fi 7, Bluetooth 5.3, GPS A-GPS. |
| Pixel 8 Pro | 6.7 дюйма LTPO OLED, роздільна здатність 1344 x 2992. 120 герц, стекло Gorilla Glass Victus 2 | Tensor G3 | Основна: 50 мегапікселей f1.69 розмір пікселя 1.20 мк, біннінг 2x2 (4): Ширококутна + макро об'єктив 48 мегапікселей f1.95: телеоб'єктив 48 мегапікселей f2.8 розмір пікселя 0.70, біннінг 2x2 (4). | Wi-Fi 7, Bluetooth 5.3, GPS A-GPS. |
| Pixel 8a    | 6.1 дюйма OLED, роздільна здатність 1080 x 2400, 120 герц, стекло Gorilla Glass 3             | Tensor G3 | Основна: 64 мегапікселей f1.89 розмір пікселя 0.70 мк, біннінг 2x2: Ширококутний + макро об'єктив 13 мегапікселей f2.2 розмір пікселя 1.12 мк.                                                      | Wi-Fi 6E, Bluetooth 5.3, GPS A-GPS |

### Pixel 9
Pixel 9, Pixel 9 Pro та Pixel 9 Pro XL були офіційно анонсовані 13 серпня 2024 року на щорічному заході Made by Google і поступили в продаж в США 22 серпня. Вони працюють на чіпі  Tensor четвертого покоління і мають дизайн, схожий з дизайном серії Pixel 8 і початково поставляються з операційною системою Android 14.
| Модель         | Дисплей                                                                                   | Чіп       | Камери | Комунікації                        |
| -------------- | ----------------------------------------------------------------------------------------- | --------- | --- | ---------------------------------- |
| Pixel 9        | 6.3 дюйма OLED, роздільна здатність 2424x1080 120 герц, скло Gorilla Glass Victus 2       | Tensor G4 | Основна: 50 мегапікселей f1.68, розмір пікселя 1.20 мк, біннінг 2x2 (4): Ширококутна + макро об'єктив 48 мегапікселей f1.7 розмір пікселя 0.80 мк.                                                | Wi-Fi 7, Bluetooth 5.3, GPS A-GPS. |
| Pixel 9 Pro    | 6.3 дюйма LTPO OLED, роздільна здатність 2856x1280. 120 герц, скло Gorilla Glass Victus 2 | Tensor G4 | Основна: 50 мегапікселей f1.7 розмір пікселя 1.20 мк, біннінг 2x2 (4): Ширококутна + макро об'єктив 48 мегапікселей f1.7: телеоб'єктив 48 мегапікселей f2.8 розмір пікселя 0.70, біннінг 2x2 (4). | Wi-Fi 7, Bluetooth 5.3, GPS A-GPS. |
| Pixel 9 Pro XL | 6.8 дюйма LTPO OLED, роздільна здатність 2992x1344 120 герц, скло Gorilla Glass Victus 2  | Tensor G4 | Основна: 50 мегапікселей f1.7 розмір пікселя 1.20 мк, біннінг 2x2 (4): Ширококутна + макро об'єктив 48 мегапікселей f1.7: телеоб'єктив 48 мегапікселей f2.8 розмір пікселя 0.70, біннінг 2x2 (4). | Wi-Fi 7, Bluetooth 5.3, GPS A-GPS. |

### Pixel 9 Pro Fold
Pixel 9 Pro Fold був офіційно анонсований 13 серпня 2024 року на щорічному заході Made by Google і поступив в продаж в США 4 вересня. Є наступником Pixel Fold. Він працює на чіпі Google Tensor G4 і початково поставляється з операційною системою Android 14.
| Модель           | Дисплей | Чіп       | Камери | Комунікації                        |
| ---------------- | --- | --------- | --- | ---------------------------------- |
| Pixel 9 Pro Fold | 8 дюймів LTPO OLED, роздільна здатність 2152x2076 120 герц, скло Gorilla Glass Victus 2 Другий Дисплей: 6.3 дюйма OLED, роздільна здатність 2424x1080 120 герц, скло Gorilla Glass Victus 2 | Tensor G4 | Основна: 48 мегапікселей f1.7 розмір пікселя 1.20 мк, біннінг 2x2 (4): Ширококутна + макро об'єктив 10.5 мегапікселей f2.2: телеоб'єктив 10.8 мегапікселей f3.1 розмір пікселя 0.70, біннінг 2x2 (4). | Wi-Fi 7, Bluetooth 5.3, GPS A-GPS. |

## Планшети

### Pixel C
Компанія Google оголосила про Pixel C на заході 29 вересня 2015 року. Pixel C включає в себе порт USB Тип-C і 3,5 мм роз'єм для навушників. Пристрій поставляється з ОС Android 6.0.1 Marshmallow, що була оновлена до Android 7.x Nougat, а пізніше до Android 8.x Oreo. Google припинила продажі Pixel C в грудні 2017 року.
- Дисплей: 10,2 дюйма (2560 × 1800 пікселів)
- Процесор: NVIDIA Tegra X1
- Пам'ять: 32 або 64 ГБ
- ОЗП: 3 ГБ
- Камери: задня — 8 Мп, фронтальна — 2 Мп
- Акумулятор: 9000 мА·год (незнімний)

### Pixel Slate
Pixel Slate є 12,3-дюймовим (31 см) планшетом/ноутбуком трансформером, що був анонсований Google 9 жовтня 2018 року в Нью-Йорку разом із Pixel 3 та 3 XL. Pixel Slate включає два порти USB-C, але не містить роз'єму для навушників. Пристрій працює під управлінням Chrome OS на процесорах Intel Kaby Lake із Celeron у варіанті нижнього сегмента та i7 в варіанті верхнього. У червні 2019 року Google оголосив, що далі не розроблятиме лінійку продуктів, і скасував дві моделі, що перебували у стадії розробки.

## Ноутбуки

### Chromebook Pixel (2013)
Компанія Google анонсувала перше покоління пристроїв Pixel у своєму блозі на 21 лютого 2013 року. Ноутбук включає в себе SD / мульти-кард-рідер, Mini-DisplayPort, комбінований роз'єм для стереонавушників і мікрофона, а також два порти USB 2.0. Деякі пристрої також мають клавіатуру з підсвічуванням, повністю клікабельним витравленим скляним трекпадом, інтегрованими стереодинаміками і двома вбудованими мікрофонами.
- Дисплей: 12,85-дюймовий, з роздільною здатністю 2560 × 1700 пікселів
- Процесор: 3-го покоління (Ivy Bridge) Intel Core i5
- Пам'ять: 32 ГБ внутрішньої пам'яті і 1 ТБ Google Drive для зберігання протягом трьох років
- RAM: 4 ГБ.

### Chromebook Pixel (2015)
11 березня 2015 року компанія Google анонсувала в блозі друге покоління Chromebook Pixel. Ноутбук оснащений двома USB-C-портами, два порти USB 3.0, слот для SD карти і комбінований роз'єм навушників і мікрофону. Пристрій також має клавіатурою з підсвічуванням, мультисенсорний, інтерактивний скляний трекпад, вбудовані стереодинаміки, два вбудовані мікрофони.
- Дисплей: 12,85-дюймовий дисплей із роздільною здатністю 2560 × 1700 пікселів
- Процесор: 5-го покоління (Broadwell) Intel Core i5 або i7
- Пам'ять: 32 або 64 ГБ внутрішньої пам'яті і 1 ТБ в Google Drive для зберігання протягом 3 років
- RAM: 8 або 16 ГБ.

Компанія Google зупинила підтримку версії 2015 Chromebook Pixel 29 серпня 2016 року.

### Pixelbook
4 жовтня 2017 року на події Made by Google 2017 було представлене перше покоління Pixelbook під назвою Google Pixelbook.
- Дисплей: 12,3-дюймовий, з роздільною здатністю 2400 × 1600 пікселів (235 ppi)
- Процесор: 7-го покоління (Kaby Lake) Intel Core i5 або i7
- Пам'ять: 128, 256 або 512 ГБ внутрішньої пам'яті
- ОЗП: 8 або 16 ГБ.

### Pixelbook Go
15 жовтня 2019 року на події Made by Google 2019 було анонсоване друге покоління Pixelbook під назвою Pixelbook Go.
- Дисплей: 13,3-дюймовий, з роздільною здатністю 1920 × 1080 пікселів (166 ppi) або Molecular Display, 3840 × 2160 пікселів (331 ppi)
- Процесор: 8-го покоління (Kaby Lake) Intel Core m3, i5 або i7
- Пам'ять: 64, 128 або 256 ГБ внутрішньої пам'яті
- ОЗП: 8 або 16 ГБ.
- Акумулятор: 47 Вт, 56 Вт (Molecular Display)

## Аксесуари

### Pixelbook Pen
Разом із запуском Pixelbook у жовтні 2017 року, Google анонсувала Pixelbook Pen, стилус для використання з Pixelbook. Він має чутливість до натиску, а також підтримку Google Асистента. Стилус живиться від змінної батарейки AAAA за ціною 99 доларів США.

### Pixel Stand
У жовтні 2018 року разом зі смартфонами Pixel 3 Google анонсувала Pixel Stand. На додаток до стандартної 5-ватної бездротової зарядки Qi, Pixel Stand має бездротову 10-ватну зарядку за допомогою фірмової технології Google. Він також включає програмний режим на Pixel 3, який дозволяє йому діяти як розумний дисплей, подібний до Google Home Hub.